# Cantón de Castelnau-Rivière-Basse
El cantón de Castelnau-Rivière-Basse era una división administrativa francesa, que estaba situada en el departamento de Altos Pirineos y la región de Mediodía-Pirineos.

## Composición
El cantón estaba formado por ocho comunas:
- Castelnau-Rivière-Basse
- Hagedet
- Hères
- Lascazères
- Madiran
- Saint-Lanne
- Soublecause
- Villefranque

## Supresión del cantón de Castelnau-Rivière-Basse
En aplicación del Decreto n.º 2014-242 de 25 de febrero de 2014, el cantón de Castelnau-Rivière-Basse fue suprimido el 22 de marzo de 2015 y sus 8 comunas pasaron a formar parte del nuevo cantón de El Valle del Adour-Rustan de Madiran.